# Saut en longueur féminin aux championnats du monde d'athlétisme en salle 2012
Navigation
2010 2014
Le saut en longueur féminin des Championnats du monde en salle 2012 a lieu les 10 et 11 mars dans l'Ataköy Athletics Arena.

## Records et performances

### Records
Les records du saut en longueur femmes (mondial, des championnats et par continent) étaient avant les championnats 2012, les suivants :
| Record du monde           | Heike Drechsler      | Allemagne de l'Est | 7,37 m | Vienne       | 13 février 1988 |
| Record des championnats   | Heike Drechsler      | Allemagne de l'Est | 7,10 m | Indianapolis | 7 mars 1987     |
| Record d'Afrique          | Chioma Ajunwa        | Nigeria            | 6,97 m | Erfurt       | 5 février 1997  |
| Record d'Asie             | Yang Juan            | Chine              | 6,82 m | Pékin        | 13 mars 1992    |
| Record d'Amérique du Nord | Jackie Joyner-Kersee | États-Unis         | 7,13 m | Atlanta      | 5 mars 1994     |
| Record d'Amérique du Sud  | Maurren Maggi        | Brésil             | 6,89 m | Valence      | 9 mars 1998     |
| Record d'Europe           | Heike Drechsler      | Allemagne de l'Est | 7,37 m | Vienne       | 13 février 1988 |
| Record d'Océanie          | Nicole Boegman       | Australie          | 6,81 m | Barcelone    | 12 mars 1995    |

### Bilans mondiaux
Les bilans mondiaux avant la compétition étaient :
| 1  | Olga Kucherenko             | Russie      | 6,91 m |
| 2  | Janay DeLoach               | États-Unis  | 6,89 m |
| 3  | Elena Sokolova              | Russie      | 6,88 m |
| 4  | Darya Klishina              | Russie      | 6,86 m |
| 4  | Brittney Reese              | États-Unis  | 6,86 m |
| 6  | Nastassia Mironchyk-Ivanova | Biélorussie | 6,82 m |
| 7  | Funmi Jimoh                 | États-Unis  | 6,81 m |
| 8  | Shara Proctor               | Royaume-Uni | 6,80 m |
| 9  | Bianca Stuart               | Bahamas     | 6,79 m |
| 10 | Veronika Shutkova           | Biélorussie | 6,77 m |

## Résultats

### Finale
| Rang               | Athlète                     | Pays        | 1er essai | 2e     | 3e     | 4e     | 5e     | 6e     | Meilleur | Notes  |
| ------------------ | --------------------------- | ----------- | --------- | ------ | ------ | ------ | ------ | ------ | -------- | ------ |
| Médaille d'or      | Brittney Reese              | États-Unis  | x         | x      | 6,82 m | 6,92 m | 6,73 m | 7,23 m | 7,23 m   | CR, AR |
| Médaille d'argent  | Janay DeLoach               | États-Unis  | x         | 6,74 m | 6,78 m | 6,67 m | 6,73 m | 6,98 m | 6,98 m   | SB     |
| Médaille de bronze | Shara Proctor               | Royaume-Uni | x         | x      | 6,86 m | 6,55 m | 6,74 m | 6,89 m | 6,89 m   | NR     |
| 4                  | Darya Klishina              | Russie      | 6,70 m    | 6,85 m | 6,44 m | 6,53 m | 6,71 m | 6,78 m | 6,85 m   |        |
| 5                  | Nastassia Mironchyk-Ivanova | Biélorussie | x         | x      | 6,48 m | 6,64 m | x      | 4,65 m | 6,64 m   |        |
| 6                  | Veronika Shutkova           | Biélorussie | 6,58 m    | x      | x      | 6,63 m | x      | 6,55 m | 6,63 m   |        |
| 7                  | Viorica Tigau               | Roumanie    | 6,34 m    | x      | x      | 6,09 m | x      | x      | 6,34 m   |        |
| 8                  | Bianca Stuart               | Bahamas     | 4,71 m    | x      | x      | x      | x      | -      | 4,71 m   |        |

### Qualifications
Il fallait sauter plus de 6,75 m ou être dans les 8 premières pour se qualifier.
| Place | Athlète                     | Performance | Notes |
| ----- | --------------------------- | ----------- | ----- |
| 1     | Janay DeLoach               | 6,90 m      | Q, SB |
| 2     | Shara Proctor               | 6,86 m      | Q, NR |
| 3     | Brittney Reese              | 6,72 m      | q     |
| 4     | Bianca Stuart               | 6,70 m      | q     |
| 5     | Darya Klishina              | 6,65 m      | q     |
| 6     | Viorica Tigau               | 6,64 m      | q, SB |
| 7     | Veronika Shutkova           | 6,63 m      | q     |
| 8     | Nastassia Mironchyk-Ivanova | 6,62 m      | q     |
| 9     | Karin Mey Melis             | 6,62 m      |       |
| 10    | Elena Sokolova              | 6,58 m      |       |
| 11    | Keila Costa                 | 6,45 m      | SB    |
| 12    | Irene Pusterla              | 6,45 m      |       |
| 13    | Nadja Käther                | 6,40 m      |       |
| 14    | Yuliya Tarasova             | 6,37 m      | SB    |
| 15    | Concepción Montaner         | 6,37 m      |       |
| 16    | Inna Ahkozova               | 6,32 m      |       |
| 17    | Cornelia Deiac              | 6,16 m      |       |
| 18    | Aiga Grabuste               | 6,08 m      |       |
| 19    | Marestella Torres           | 5,98 m      | SB    |
| —     | Lauma Griva                 | X           | NM    |

## Légende
Records et Performances
- AR : Record continental (area record)
- CR : Record des championnats (championship record)
- MR : Record du meeting (meet record)
- NR : Record national (national record)
- OR : Record olympique (olympic record)
- PR : Record paralympique (paralympic record)
- PB : Record personnel (personal best)
- SB : Meilleure performance personnelle de la saison (season's best)
- WL : Meilleure performance mondiale de l'année (world leader)
- WJR : Record du monde junior (world junior record)
- WR : Record du monde (world record)

Circonstances et Conditions
- DNF : N'a pas terminé (did not finish)
- DNS : N'a pas pris le départ (did not start)
- DQ : Disqualification (disqualification)
- NM : Aucun essai valable enregistré (No Mark)
- Q : Qualifié « directement » au prochain tour (ou à la prochaine compétition), lors d'une compétition majeure, grâce au classement ou à la réalisation des minima (automatic qualifier)
- q : Qualifié au prochain tour (ou à la prochaine compétition), lors d'une compétition majeure, grâce au repêchage ou à la réalisation de l'une des meilleures performances parmi celles des « non qualifiés directement » (grâce au meilleur temps ou à la meilleure distance par exemple) (secondary qualifier)